# 전성애
전성애(1956년 3월 29일~)은 대한민국의 배우이다. 연극, 영화, TV 드라마를 통해 꾸준히 활동을 하고 있다. 2001년 영화 《수취인불명》의 단역으로 연기 데뷔를 하였다. 2010년 KBS2 드라마 《제빵왕 김탁구》에서 공주댁으로 출연해 큰 호응을 얻기도 했다.

## 학력
- 가톨릭대학교 식품영양학과

## 연기 활동

### 영화
- 2001년 《수취인불명》
- 2001년 《고양이를 부탁해》
- 2001년 《이상한 나라》
- 2002년 《해안선》
- 2003년 《화성으로 간 사나이》
- 2003년 《첫사랑 사수 궐기대회》 ... 태일 모 역
- 2003년 《여섯개의 시선》
- 2004년 《말죽거리 잔혹사》
- 2004년 《내 여자친구를 소개합니다》
- 2004년 《가능한 변화들》
- 2004년 《발레 교습소》
- 2004년 《언덕 밑 세상》
- 2005년 《친절한 금자씨》
- 2006년 《비열한 거리》
- 2007년 《마을금고 연쇄습격사건》
- 2007년 《스카우트》 ... 계주 역
- 2011년 《투혼》
- 2011년 《량강도 아이들》
- 2011년 《단편영화 - 사과》
- 2012년 《단편영화 - 나들이》
- 2012년 《범죄소년》
- 2018년 《60일의 썸머》 ... 양 여사 역
- 2021년 《싸나희 순정》

### 텔레비전 드라마
- 2003년 MBC 《눈사람》
- 2003년 MBC 《위풍당당 그녀》
- 2003년 MBC 《러브레터》
- 2003년 KBS1 《노란손수건》
- 2003년 MBC 《논스톱 4》 ... 몽의 하숙집 아줌마 역
- 2004년 MBC 《귀여운 여인》
- 2004년 KBS2 《애정의 조건》
- 2004년~2005년 MBC 《왕꽃 선녀님》 ... 점집 손님 역
- 2004년 SBS 《마지막 춤은 나와 함께》
- 2004년 KBS2 《미안하다, 사랑한다》 ... 김밥 파는 아줌마 역
- 2005년 KBS2 《쾌걸춘향》 ... 성춘향네 집주인 역
- 2005년~2006년 SBS 《마이걸》 ... 유린에게 제주도 관광안내를 받는 손님 역
- 2006년 MBC 《진짜진짜 좋아해》
- 2007년 SBS 《외과의사 봉달희》 ... 혈기흉으로 사망한 임산부환자의 시어머니 역
- 2007년 MBC 《나쁜여자 착한여자》
- 2007년 MBC 《히트》 ... 유미향의 어머니 역
- 2007년 MBC 《고맙습니다》 ... 고필두의 부인 역
- 2007년 MBC 《뉴하트》
- 2008년 MBC 《천하일색 박정금》
- 2008년 KBS1 《큰 언니》
- 2008년 KBS2 《아빠 셋 엄마 하나》
- 2009년 KBS2 《꽃보다 남자》 ... 어촌마을 주민 1 역
- 2009년 KBS2 《솔약국집 아들들》 ... 집주인 역
- 2009년 SBS 《천만번 사랑해》 ... 포장마차 주인 역
- 2010년 MBC 《파스타》
- 2010년 SBS 《산부인과》 ... 방배동 아줌마 역
- 2010년 SBS 《검사 프린세스》 ... 빵집 손님 역
- 2010년 KBS2 《제빵왕 김탁구》 ... 공주댁 역
- 2010년~2011년 KBS1 《근초고왕》 ... 주막 상인 역
- 2011년 SBS 《파라다이스 목장》 ... 리조트 상대로 시위하는 여자 역
- 2011년~2012년 tvN 《막돼먹은 영애씨 시즌 9》 ... 전성애 역
- 2011년~2012년 MBC 《애정만만세》 ... 운동하는 여자 역
- 2011년~2012년 채널A 《총각네 야채가게》
- 2011년 SBS 《보스를 지켜라》 ... 잡초 뜯는 여자 역
- 2012년 KBS2 《넝쿨째 굴러온 당신》 ... 옷가게 손님 역
- 2012년 SBS 《옥탑방 왕세자》 ... 박하네 옥탑방 집주인 역
- 2012년 tvN 《막돼먹은 영애씨 시즌 10》 ... 전성애 역
- 2012년 tvN 《노란복수초》
- 2012년 KBS2 《빅》 ... 간병인 역
- 2012년~2013년 tvN 《막돼먹은 영애씨 시즌 11》 ... 전성애 역
- 2013년 MBC 《백년의 유산》 ... 미세스 박 역
- 2013년 tvN 《막돼먹은 영애씨 시즌 12》 ... 전성애 역
- 2013년 SBS 《주군의 태양》 ... 청소직원 역
- 2014년 tvN 《막돼먹은 영애씨 시즌 13》 ... 전성애 역
- 2014년 tvN 《갑동이》 ... 백숙집 사장 역
- 2015년 tvN 《막돼먹은 영애씨 시즌 14》 ... 전성애 역
- 2016년~2017년 tvN 《막돼먹은 영애씨 시즌 15》 ... 전성애 역
- 2017년~2018년 tvN 《막돼먹은 영애씨 시즌 16》 ... 전성애 역
- 2019년 tvN 《막돼먹은 영애씨 시즌 17》 ... 전성애 역
- 2019년 CGNTV 《고고송》
- 2019년~2020년 JTBC 《초콜릿》 ... 용순 할머니 역

## 가족 관계
- 배우자: 장광(1952년 1월 5일~)
  - 딸: 장윤희 (1984년 10월 14일~)
  - 아들: 장영(1986년~)
  - 사위: 김태현(1978년~)